# Pierre Nelson Labole
Pierre Nelson Labole (18?? – 1943) was een Frans componist, dirigent, arrangeur en muziekuitgever.
Van deze componist is niet veel bekend, maar hij was als componist zeer productief. Hij schreef werken voor verschillende genres, zoals werken voor orkest, harmonie- of fanfareorkest en kamermuziek. Hij had in Bordeaux een muziekwinkel met een muziekuitgeverij. 

## Composities

### Werken voor orkest
- 1880 Souvenir de jeunesse, quadrille voor orkest
- 1886 Vénus, mazurka voor orkest
- 1889 Polka des nymphes, voor orkest, op. 142
- 1890 Collection de danses - 2e répertoire, voor orkest
  1. Lili (polka)
  2. Barbe-bleue (quadrille)
  3. Alida (mazurka)
  4. Virtuose (quadrille)
  5. Les Violettes (wals)
  6. Nuit étoilée (wals)
  7. Les Champs-Elysées (quadrille)
  8. L'Andalouse (mazurka)
  9. Blondinette (polka)
  10. Fleur des bois (schottische)
  11. La belle Amazone (polka)
  12. Souvenir de Néris (quadrille)
- 1892 Garden-party, polka voor orkest, op. 200
- 1892 Le Chasseur noir, quadrille voor orkest, op. 211
- 1892 Reine de beauté, mazurka voor orkest, op. 212
- 1892 Colombine, schottische voor orkest, op. 213
- 1892 Le Papillon bleu, quadrille voor orkest, op. 214
- 1892 Bouquet de violettes, wals voor orkest, op. 217
- 1894 Berger et bergère, polka voor orkest
- 1894 Collection de danses - 4e répertoire, voor orkest
  1. Ravissante (polka)
  2. Fleur indiscrète (polka)
  3. Frisson d'amour (wals)
  4. Rêve doré (wals)
  5. Le Trocadéro (quadrille)
  6. Astrée (mazurka)
  7. Le Philosophe (quadrille)
  8. La Favorite (schottische)
  9. La Vie bordelaise (quadrille)
  10. Amour de page (mazurka)
  11. Souvenir de Vichy (quadrille)
  12. Brunes et blondes (polka)
- 1894 Perles et rubis, mazurka de concert voor kornet solo en orkest
- 1894 Tout à la Russe !, polka voor orkest
- 1894 Yeux de velours !, mazurka voor orkest
- 1895 Les Bals de l' Opéra, quadrille voor orkest, op. 223
- 1895 Le Chant du troubadour - Allegro, voor orkest
- 1895 Le Nautilus, quadrille voor orkest
- 1895 Parfums enivrants - Grande valse, voor orkest
- 1895 Pinson et fauvette, polka voor 1 of 2 cornet à pistons en orkest
- 1897 Enchanteresse, wals voor orkest
- 1897 Idylle, mazurka voor orkest
- 1897 Jours heureux, quadrille voor orkest
- 1897 Nicolas II. - Allegro, voor orkest
- 1897 Nid d'amour, mazurka voor orkest
- 1897 Papillons et fleurs, schottische voor orkest
- 1897 Rives fleuries, wals voor orkest
- 1898 Le Festival artistique, Collection de danses, voor orkest
- 1904 Voix céleste - Rêverie mystique, voor orkest
- 1905 Papillon d'azur, polka de concert voor klarinet solo en orkest
- 1907 Marche des fiancés, voor orkest
- 1907 Marche du high-life, mars voor orkest
- Astrée, mazurka voor orkest
- Ravissante, polka voor orkest

### Werken voor harmonie- of fanfareorkest
- 1884 Damoclès, Pas redoublé voor harmonieorkest
- 1884 Turenne, Pas redoublé voor harmonie- of fanfareorkest
- 1887 Doux Regard !, mazurka voor harmonieorkest
- 1887 Echos bourbonnais, Pas redoublé voor harmonie- of fanfareorkest
- 1887 La Palme d'honneur, fantasie voor harmonie- of fanfareorkest
- 1887 Rêve de jeune fille, mazurka voor harmonie- of fanfareorkest, op. 39
- 1887 Le Chant des muses, fantasie voor harmonie- of fanfareorkest, op. 40
- 1887 L'Oiseau bleu !, polka voor harmonie- of fanfareorkest, op. 85
- 1887 Les Gouttes d'or, polka voor 1 of 2 kornetten en harmonie- of fanfareorkest
- 1888 Bouquet de roses, wals voor harmonie- of fanfareorkest
- 1888 Saturnales, fantasie voor harmonie- of fanfareorkest
- 1889 Emeraude, mars voor harmonie- of fanfareorkest, op. 65
- 1889 Honneur aux solistes, fantasie voor harmonie- of fanfareorkest
- 1889 Regina. Grande valse, voor harmonie- of fanfareorkest
- 1890 Apollon, Pas redoublé voor harmonieorkest
- 1891 Absence et retour, ouverture de concours voor harmonie- of fanfareorkest
- 1891 La Fée des roses, briljante mars voor harmonieorkest, op. 165
- 1891 Euterpe, fantasie voor harmonie- of fanfareorkest, op. 190
- 1891 La Fête des anges - Andante religieux, voor harmonieorkest
- 1891 Perles et rubis, mazurka de concert voor harmonieorkest
- 1891 Retraite des orphéonistes, voor harmonie- of fanfareorkest, op. 198
- 1892 Le Flamboyant, Pas redoublé voor harmonie- of fanfareorkest
- 1892 Le Glorieux, Pas redoublé voor harmonie- of fanfareorkest
- 1892 Scènes champêtres, fantasie voor harmonieorkest
- 1892 Vert-Galant, quadrille voor harmonie- of fanfareorkest
- 1893 Flore et Zéphyr, fantasie voor harmonie- of fanfareorkest, op. 202
- 1893 Le Lac bleu !, wals voor harmonie- of fanfareorkest
- 1893 Marche cranienne, voor harmonie- of fanfareorkest
- 1893 Glorieuse Auréole - Marche brillante et facile, voor harmonie- of fanfareorkest
- 1893 Sylviane, ouverture de concours voor harmonie- of fanfareorkest, op. 208
- 1893 Salut au drapeau, Pas redoublé voor harmonie- of fanfareorkest, op. 216
- 1894 La Fée joyeuse, fantasie voor harmonie- of fanfareorkest
- 1894 Le Chant des vierges - Andante religieux, voor harmonie- of fanfareorkest
- 1894 Le Phénix, Pas redoublé voor harmonie- of fanfareorkest
- 1894 Le Val d'amour, ouverture de concours voor harmonie- of fanfareorkest
- 1894 Ravissante, polka de concert voor kornet solo en harmonieorkest
- 1894 Sérénade gasconne, fantasie voor harmonie- of fanfareorkest
- 1894 Tout à la Russe !, polka voor harmonieorkest
- 1894 Voix de stentor, Pas redoublé voor harmonie- of fanfareorkest
- 1895 Grand Air varié..., voor solist(en) en harmonie- of fanfareorkest
- 1895 Guirlande mélodique, fantasie voor harmonie- of fanfareorkest, op. 302
- 1895 Le Sol natal, Pas redoublé voor harmonie- of fanfareorkest
- 1895 La Merveilleuse, briljante mars voor harmonie- of fanfareorkest
- 1895 Pinson et fauvette, polka voor 2 kornetten solo en harmonieorkest[1]
- 1896 À Sa Majesté le Czar Nicolas II., Pas redoublé voor harmonie- of fanfareorkest
- 1896 Chanson de printemps, fantasie voor harmonie- of fanfareorkest
- 1896 Idylle, mazurka voor harmonie- of fanfareorkest
- 1896 La Muse du poète, ouverture voor harmonie- of fanfareorkest
- 1896 Le Chant du troubadour, Pas redoublé voor harmonie- of fanfareorkest
- 1896 Le Gaulois, Pas redoublé voor harmonie- of fanfareorkest
- 1896 Le Sans-Gêne, Pas redoublé voor harmonie- of fanfareorkest
- 1896 Les trois Roses, fantasie voor harmonie- of fanfareorkest
- 1896 Moisson de fleurs, mars voor harmonie- of fanfareorkest
- 1896 Le vaillant Turco, Pas redoublé voor harmonie- of fanfareorkest
- 1896 Vision divine. Andante religieux, voor harmonie- of fanfareorkest
- 1897 Joyeux. Danseurs Quadrille, voor harmonie- of fanfareorkest
- 1897 La Côte d'azur, ouverture de concours voor harmonie- of fanfareorkest
- 1897 Pâques fleuries, mars voor harmonie- of fanfareorkest
- 1898 Fier Sicambre !, Pas redoublé voor harmonie- of fanfareorkest
- 1898 L'Ami de la France, Pas redoublé voor harmonie- of fanfareorkest met klaroenen ad libitum
- 1898 Latine, polka voor harmonie- of fanfareorkest
- 1898 Le Formidable, Pas redoublé voor harmonieorkest
- 1898 Les Chants du crépuscule, ouverture de concours voor harmonieorkest
- 1898 Perle fine, mars voor harmonie- of fanfareorkest
- 1900 Le Héros de Fashoda, Pas redoublé voor harmonieorkest
- 1900 Prétoria, mars voor harmonie- of fanfareorkest
- 1901 Charmeur des bois, wals voor harmonie- of fanfareorkest
- 1901 L'Enchanteur, quadrille voor harmonie- of fanfareorkest
- 1902 Fleurette, polka voor harmonieorkest
- 1902 L'Étoile du bonheur, ouverture voor harmonie- of fanfareorkest
- 1902 La Reine de l'Olympe, fantasie voor harmonie- of fanfareorkest
- 1902 Le Fulminant, Pas redoublé voor harmonie- of fanfareorkest
- 1902 Radieuse, polka de concert voor kornet solo (of piccolo) en harmonieorkest
- 1903 Le Terrible, Pas redoublé voor harmonie- of fanfareorkest
- 1903 Les Cuivres en délire - Pas redoublé pour défiler, voor harmonieorkest
- 1903 Voix célestes. Rêverie mystique, voor harmonie- of fanfareorkest
- 1904 Caprice de reine, schottische voor harmonie- of fanfareorkest
- 1904 Fleur d'automne, schottische voor harmonie- of fanfareorkest
- 1904 Le Rêve de Suzette, wals voor harmonie- of fanfareorkest
- 1905 Les deux Ramiers, polka de concert voor 1 of 2 kornetten en harmonieorkest
- 1906 La Pantoufle de Cendrillon, fantasie voor harmonie- of fanfareorkest
- 1906 Le Vibrant, Pas redoublé voor harmonie- of fanfareorkest
- 1906 Les Roses d'Ispahan, fantasie voor harmonie- of fanfareorkest
- 1906 Modern-marche, voor harmonieorkest
- 1906 Romance sans paroles, voor harmonie- of fanfareorkest
- 1907 Diablotin, quadrille voor harmonie- of fanfareorkest
- 1907 Marche des fiancés, voor harmonieorkest
- 1907 Marche élégante, voor harmonieorkest
- 1909 La Côte d'argent, fantasie
- 1909 Renaud et Armède, ouverture
- 1910 Arlequin, quadrille voor harmonieorkest
- 1910 Délicieuse, wals voor harmonie- of fanfareorkest
- 1910 Elégante, schottische voor harmonieorkest
- 1910 Le Fanfaron, pas redoublé voor harmonie- of fanfareorkest
- 1910 Le Titan, quadrille
- 1910 Philomèle, mars
- 1910 Séduction, mazurka voor harmonieorkest
- 1910 Un Bal à l'Alham bra, quadrille voor harmonieorkest
- 1912 Au Pays des Songes, fantasie voor harmonieorkest
- 1912 Faustive, mars
- 1912 Laure de Noves, ouverture
- 1912 Prière avancée - andante religieux, voor harmonieorkest
- 1914 Ballet enchanté, concertstuk voor harmonie- of fanfareorkest
- 1914 Tircis, ouverture voor harmonie- of fanfareorkest
- Les Poilus victorieux, marslied voor zangstem(men) en harmonieorkest

### Kamermuziek
- 1910 Flèche de Parthe, caprice voor bariton (of eufonium) en altsaxofoon (of bugel)
- Pinson et fauvette, voor koperkwintet

### Werken voor piano
- 1888 Rêve de jeune fille, mazurka brillante, op. 39
- 1895 Le Chant du troubadour - Allegro
- 1895 Marche de l'Exposition (Souvenir de la XIIIe Exposition de Bordeaux. 1895)
- 1895 Parfums enivrants - Grande valse
- 1897 Salut à Madrid, Spaanse mars

### Pedagogische werken
- Méthode élémentaire, voor kornet, of trompet of bugel